# Miss Brasil 1954
Miss Brasil 1954 foi a 1ª edição do concurso Miss Brasil, válido para a disputa de Miss Universo 1954. O concurso que elegeu a baiana Martha Rocha  foi realizado no dia 26 de junho de 1954 no hotel Quitandinha, localizado em Petrópolis, no Estado do Rio de Janeiro. Sob patrocínio e organização da Folha de S.Paulo e Diário Carioca, o certame conseguiu reunir seis (6) distintas moças de diversos Estados brasileiros em busca do título inédito. A grande campeã foi enfaixada pelo poeta Manuel Bandeira.

## Histórico

### Julgamento
O julgamento realizou-se no Hotel Quitandinha, ontem, tendo início o desfile das candidatas que representavam sete Estados brasileiros às 17:30 horas. Como da vez passada em que foi escolhida Miss Distrito Federal, o desfile realizou-se exclusivamente para os membros do júri, permitindo-se a presença da imprensa e da cinematografia. Terminado o desfile, os jurados recolheram-se, acompanhados dos representantes do Diário Carioca e das “Fôlhas” de São Paulo, à sala de deliberação, onde trocaram impressões, firmando sua escolha somente às 20:20 horas, quando foi lavrada a ata.
 Diário Carioca (Edição Nº 7.967 - Capa).

### A vitoriosa e as finalistas
Martha Rocha, escolhida Miss Brasil, desfilou com a faixa de Miss Bahia, conquistada no concurso promovido pela “A Tarde”, de Salvador. Nasceu Martha no dia 19 de setembro de 1932, contando, assim 21 anos de idade. Mede 1,70 de altura e pesa 57 quilos. Tem cabelos louros naturais e olhos azuis límpidos. É filha do professor da Escola Politécnica da Bahia, sr. Álvaro Pereira Rocha e de Dona Hansa Hacker Rocha, sendo neta, em linha materna, de alemães. Como ela, são onze os filhos do casal, dos quais sete mulheres (Marta é a sétima) e quatro homens. Foi vencedora da votação popular realizada pela “A Tarde”, patrocinadora do concurso na Bahia, obtendo votação unânime do júri numa festa de grande sucesso realizada no Clube Baiano de Tênis. Foi ela a primeira representante estadual a ser escolhida.
Zaida de Sousa Saldanha, indicada pelo “O Estado”, de Niterói, realizador do concurso no Estado do Rio, classificou-se em segundo lugar, ontem, em Quitandinha. É natural de Campos, tem 18 anos de idade, pois nasceu a 18 de janeiro de 1937. Sua altura é de 1,70 e pesa 56 quilos. Os olhos e cabelos são pretos. O tipo é bem brasileiro.
O júri classificou em terceiro lugar Lígia Beatriz Carotenuto, natural do município de Caxias, no Rio Grande do Sul, onde nasceu em 15 de abril de 1936. Tem, portanto, 18 anos de idade. É filha de José Carotenuto e Ana Frey Carotenuto, tendo, como a primeira classificada, sangue alemão. Pesa 59 quilos e mede 1,65 de altura. Já venceu concursos regionais no Estado, morando atualmente em Porto Alegre.
 Diário Carioca (Edição Nº 7.967 - Capa).

### Protesto
Supreendentemente, no dia seguinte, a Miss Distrito Federal, Patrícia Lacerda, que todos reconhecem ser uma pequena inteligente, culta e educada, deitou entrevista a jornais, dizendo que tinha havido “marmelada” no julgamento, desancando os juízes, atribuindo-lhes má vontade contra a sua pessoa por ser neta de Coelho Neto (o júri era de modernistas) e, além disso, criticando duramente (e injustamente) a vencedora: "não tem classe, não sabe usar um vestido, não sabe falar, não sabe andar, não sabia nem onde fica Long Beach, tem pernas finas e tortas, tem muito ventre e é deselegante".
 João Martins para O Cruzeiro (Edição Nº 39 - P. 104).

### Resultados

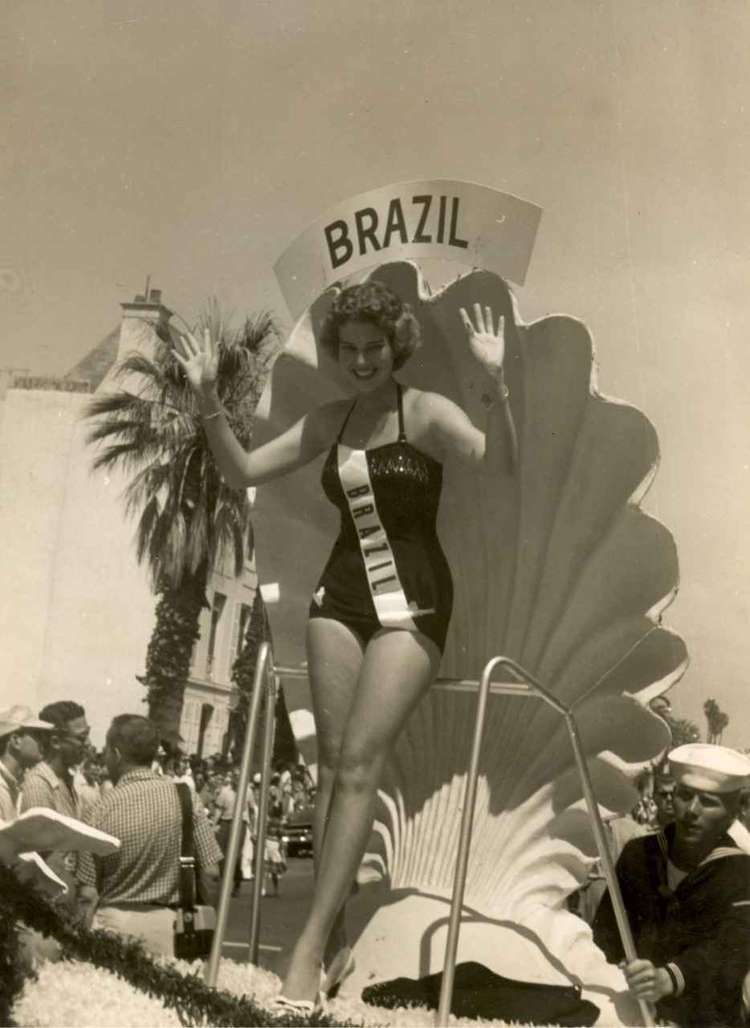
Martha Rocha (foto) durante o desfile das nações em Long Beach, competindo pelo Miss Universo 1954.
| Posição   | Estado & Candidata                     |
| --------- | -------------------------------------- |
| Vencedora | - Bahia - Martha Rocha                 |
| 2º. Lugar | - Estado do Rio - Zaída Saldanha       |
| 3º. Lugar | - Rio Grande do Sul - Lygia Carotenuto |

### Candidatas
Disputaram o título este ano:
- Bahia - Maria Martha Hacker Rocha
- Distrito Federal - Patrícia Lacerda
- Estado do Rio - Zaida Maria de Souza Saldanha
- Goiás - Dorama Cury Nasser
- Rio Grande do Sul - Lygia Beatriz Carotenuto
- São Paulo - Baby Lomani

### Jurados
Sete jurados avaliaram as candidatas:
1. Helena Silveira, contista.
2. Fernando Sabino, cronista.
3. Armando Fontes, romancista.
4. Paulo Mendes Campos, cronista.
5. Pompeu de Sousa, jornalista.
6. Tomás Santa Rosa, pintor.
7. Manuel Bandeira, poeta.